# Yitzhak Raveh
Yitzhak Raveh (hebreo: יצחק רווה  ; Aurich, Alemania, 10 de noviembre de 1906 – 8 de noviembre de 1989) fue un juez israelí, uno de los tres jueces que presidieron el juicio de Adolf Eichmann. Los otros jueces fueron Moshe Landau y Benjamin Halevy.

## Biografía
Yitzhak Raveh nació en Aurich, Baja Sajonia, Alemania, el menor de seis hijos nacidos de Heinrich y Selma Reuss. Le dieron el nombre de Franz Reuss. Su padre era profesor, erudito hebreo y autor. Cuando tenía dos años, su familia se mudó a Berlín. 
Reuss creció en un entorno de culturas tanto alemanas como judías. Después de completar su educación primaria y secundaria en las escuelas locales de Alemania, estudió Derecho en la Universidad de Berlín, completando su licenciatura en 1927. Obtuvo un doctorado en derecho en 1929 en la Universidad de Halle. Después de dos años de práctica privada, Reuss fue nombrado Asesor del Tribunal, Juez Asistente y Juez del Tribunal de Primera Instancia en Charlottenburg, cargos que ocupó desde 1931 hasta la primavera de 1933. 
Cuando el Partido Nazi llegó al poder en 1933, Reuss sintió una creciente animosidad y competitividad dirigidas a él por sus colegas en la corte, lo que le hizo renunciar a su cargo el 31 de marzo de 1933. Al día siguiente, todos los jueces judíos que habían sido admitidos en el Colegio de Abogados después del 1 de agosto de 1914 fueron destituidos permanentemente del banco. Dentro de un mes, el juez Reuss, con su joven esposa Batya, abordó un barco para el mandato británico de Palestina.

## Carrera legal
Reuss reanudó su profesión legal en Palestina. Se levantó de la práctica de derecho privado, a través de la dirección del nuevo Ministerio de Registro de Tierras de Israel, seguido de su nombramiento en 1952 como juez en el Tribunal de Distrito de Tel Aviv-Yafo. Ocupó este cargo hasta su jubilación en 1976, especializándose en Ley de Tierras. Al aceptar el puesto de juez, oficialmente cambió su nombre a Yitzhak Raveh (inicialmente escrito Ravé).

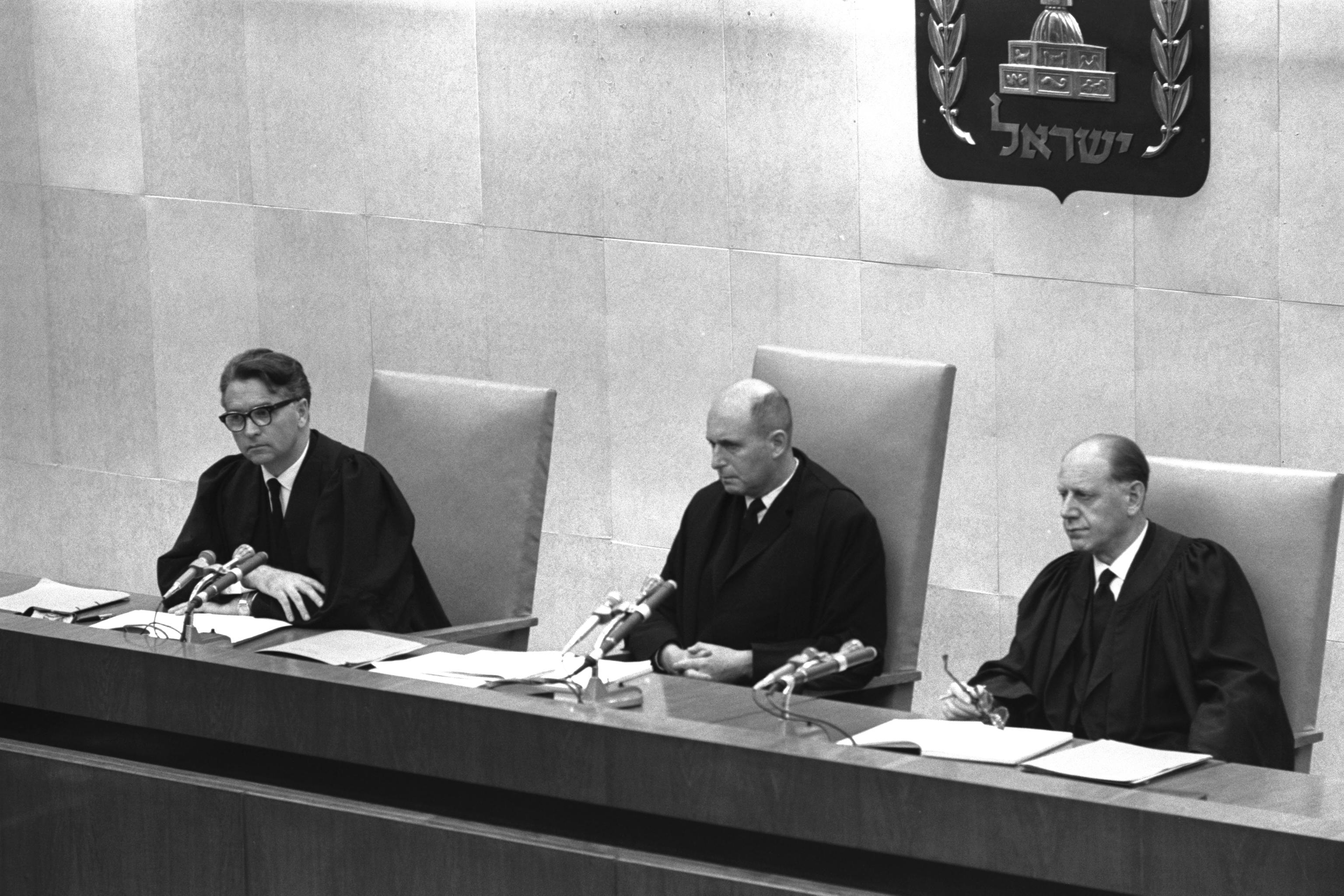
Tres jueces en el Tribunal de Distrito de Jerusalén, Raveh en el juicio a Eichmann (derecha)

En 1960, el juez Raveh aceptó formar parte de un panel especial de tres jueces en el Tribunal de Distrito de Jerusalén creado para el juicio de Adolf Eichmann, quien había sido fundamental en la aniquilación de millones de judíos europeos durante la Segunda Guerra Mundial. Se le había pedido a Raveh que prestara servicio debido a su perspicacia judicial, su familiaridad con el idioma alemán, la literatura, la filosofía, el sistema educativo y la cultura, y porque no había perdido familia en la guerra. (Sus padres estaban muertos y todos sus hermanos habían abandonado Alemania antes de que comenzara la guerra.) Su familiaridad con la filosofía y la educación alemanas se volvió fundamental para el juicio, ya que al interrogar al acusado, Raveh obligó a Eichmann a asumir y reconocer la responsabilidad por sus acciones de acuerdo con el dogma de la ley moral prescrito por el filósofo alemán Immanuel Kant, a quien Eichmann había estudiado durante su juventud en Alemania.
Como un experto en Ley de Tierras, Raveh más tarde dirigió un comité parlamentario, que lleva su nombre, que revisó las leyes de alquileres israelíes, incluidas aquellas para la protección de los inquilinos. Raveh también dio conferencias en simposios en la Universidad de Tel Aviv, escribió para revistas de derecho y capacitó a futuros abogados y jueces.

## Fallecimiento
Después de retirarse de la corte, Raveh persiguió sus intereses de toda la vida de leer, apreciar la música y viajar. Murió en 1989 por complicaciones de cáncer de próstata e insuficiencia cardíaca. Su esposa lo abandonó en 1983. Le sobrevivieron dos hijas y tres nietos. 